# Luttenberg
Luttenberg (Nedersaksisch: Luttenbarg) is een dorp in de gemeente Raalte in de Nederlandse provincie Overijssel. In 2023 telde het 2.250 inwoners.
Aan de zuidoostzijde van het dorp stond de havezate Luttenberg, voortgekomen uit een middeleeuwse bisschoppelijke curtis. Van de havezate is alleen het Jagershuis nog bewaard gebleven.
Het dorp wordt gedomineerd door de kerktoren en de hoge loodsen van Booijink Veevoeders.
Luttenberg heeft een basisschool genaamd 'Esmoreit', gelegen aan de Butzelaarstraat midden in het dorp. Verder zijn 'Landbouwmuseum De Laarman' en 'Klompenatelier Dijkman' er gevestigd.

## Omgeving
De landbouw in de omgeving van het dorp is vooral gericht op melkveehouderij. Net ten zuiden van Luttenberg ligt het gelijknamige natuurgebied met overwegend bos en een paar heideveldjes. Het is een kleine stuwwal met een top van 31 meter boven NAP. Het is een apart liggend deel van de Sallandse Heuvelrug. In de buurt zijn verschillende recreatieve voorzieningen gevestigd zoals een recreatiepark dat bestaat uit een camping en een bungalowpark. Ten zuidoosten van het dorp ligt het stratencircuit de Luttenbergring. Van 1971 tot 1989 werd het gebruikt voor internationale motorraces. 

## Recreatie en sport
Het dorp kent een aantal festiviteiten die vooral in de zomermaanden plaatsvinden. Het Luttenbergs feest dat gevierd wordt in de maand augustus met als hoogtepunt op de zondagmiddag het zwientie tikken, bestaat uit een kermis en allerlei activiteiten op de kerkweide, zoals gatgraven en kalverkeuring. Daarnaast zijn er een biertent en een muziektent. Tijdens de muzikale Landdag op een zondagmiddag in juni zingen een tiental koren oud-Hollandse liederen in het centrum van het dorp. Openluchttheater 'Het Lommerrijk' ligt verscholen in het bos achter de kerk. Hier worden concerten en voorstellingen gegeven.
Luttenberg heeft een sportpark met een sporthal, kunstgrasvelden, een boardingveld en een beachveld.
Hier is sportclub 'Samenspel Doet Overwinnen Luttenberg' (SDOL) actief. Naast het complex bij de sporthal ligt op het sportpark het openluchtzwembad 't Siel en de Tennisvereniging Luttenberg met tennis- en padelbanen.

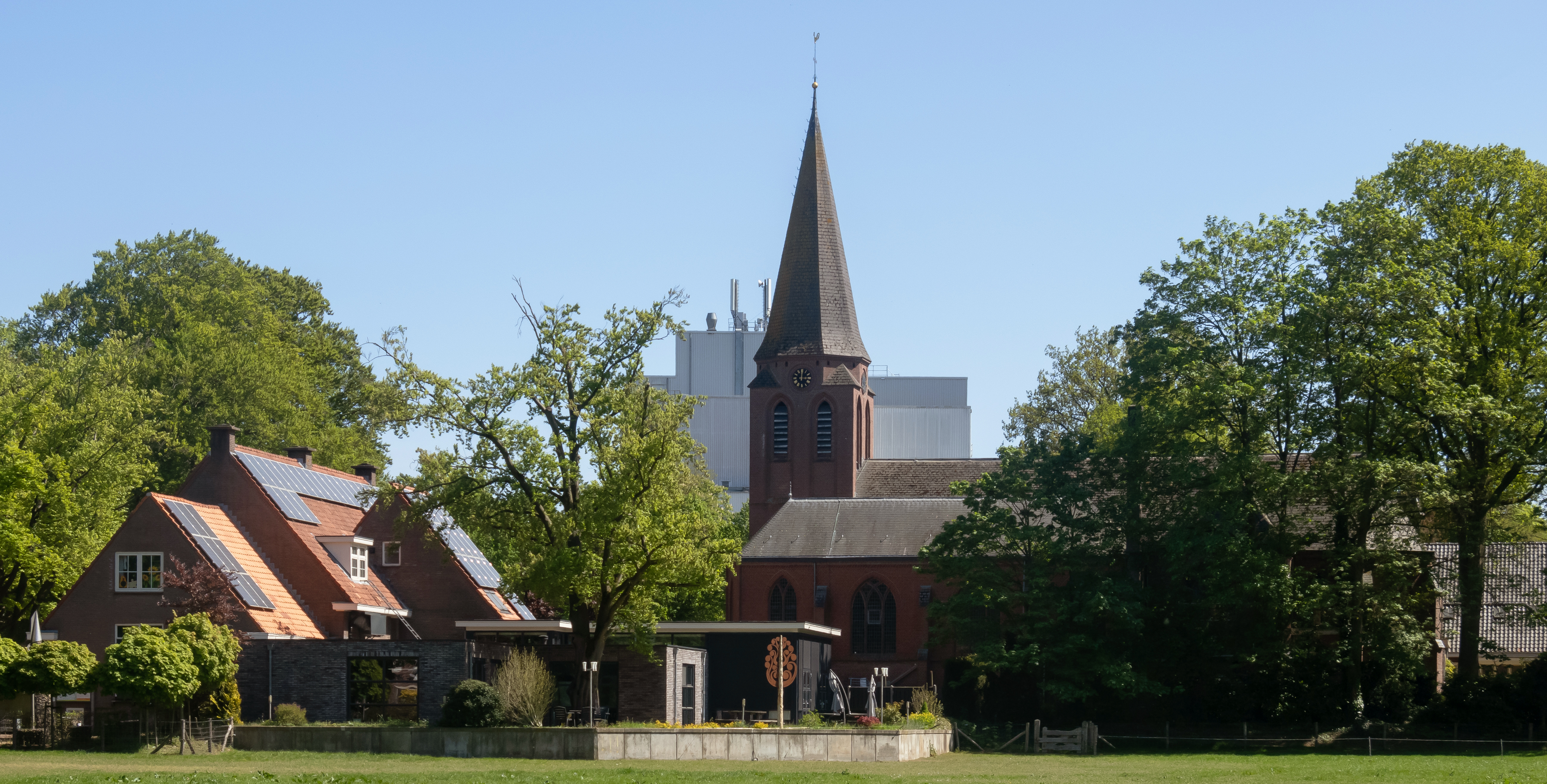
Luttenberg, RK kerk met erachter de loodsen van Booijink Veevoeders.

### Lourdesgrot
Centraal in het dorp staat de katholieke kerk die gewijd is aan de heilige Cornelius, er naast staat dorpshuis  Elckerlyc. De Lourdesgrot is het enige rijksmonument in de plaats. De grot is in 1915 door de dorpelingen aan een driesprong in het dorp opgericht ter gelegenheid van een priesterjubileum. Eind jaren 1940 werd er gezamenlijk gebeden voor de behouden terugkeer van de twintig Luttenbergse jongemannen die als dienstplichtige naar Nederlands-Indië waren gestuurd. In 1975 is de toen bouwvallige grot geheel herbouwd.

## Bereikbaarheid
Luttenberg is per auto toegankelijk vanaf de N347 en de N348. Sinds begin 2019 is het per openbaar vervoer bereikbaar met buurtbus 518, deze rijdt van station Raalte via Luttenberg naar Lemelerveld. Door het dorp loopt de Landelijke Fietsroute 15, de Boerenlandroute.